# Renault 15/17
O Renault 15/17 é um automóvel produzido pela marca francesa Renault.
Os modelos foram apresentados em Paris em Outubro de 1971.